# دبسيس ديكاري

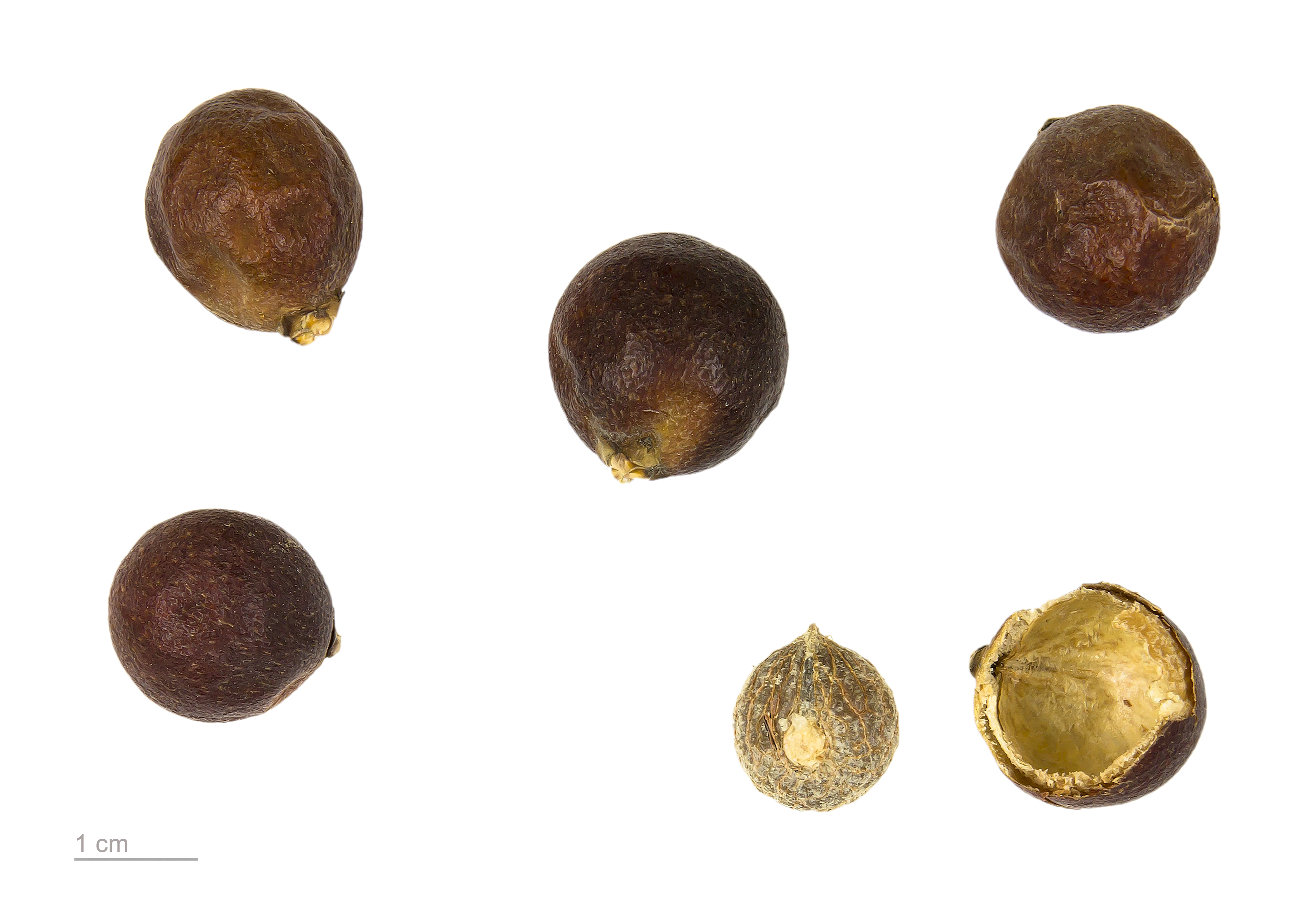
Dypsis decaryi

دبسيس ديكاري (الاسم العلمي:Dypsis decaryi) هو نوع من النبات يتبع جنس الدبسيس من الفصيلة الفوفلية.
يعود أصل هذا النبات إلى شرق جنوب جزيرة مدغشقر (الغابات الممطرة في مدغشقر)، وهو من النباتات المهددة. يتكاثر هذا النخيل عن طريق البذور بعد نقعها 24 ساعة وتنمو خلال شهر وأكثر.

## الظروف البيئية
يتطلب نخيل دبسيس ديكاري شمساً مباشرة أو ساطعة أو جزئية، أما الحد الأدنى للحرارة التي يحتملها فهي ناقص درجتين مئويتين. احتياجاته للماء متوسطة ومعتدلة ومنتظم، وله قدرة على تحمّل الجفاف عند النضوج. يفضل زراعته في التربة ذات الصرف الجيد كالتربة الرملية.

## الخصائص
يصل طول الشجرة الكلي إلى 25-50 قدم أي ما يعادل 7.6 متر - 15 متر، أما طول الأوراق فيصل إلى 2.5 متر، والانتشار الأفقي 4.5 متر إلى 6 متر. أما جذعها فقائم ويصل قطره إلى 10-12 بوصة (25-32 سم) ولونه رمادي إلى بني.
الورق مركّب، ريشي الشكل، طويلة قد تصل إلى 8-12 أقدام، مقوسة، وعليها 50-60 زوج من الوريقات، يتراوح لونها بين درجات الرمادي والأخضر، والسويقات بنية باتجاه القاعدة، تنمو جريد الأوراق من ثلاث جوانب لتشكل أعمدة رأسية مائلة بزاوية 45 درجة حول الجذع تعطيها الشكل المثلث.
الأزهار صفراء/خضراء اللون وحيدة الجنس ،وحيدة المسكن في مجموعات ثلاثية ( زهرة أنثوية وسط زهرتين ذكريتين )، سويقات زهرية بين الأوراق السفلى. أما الثمار فدائرية بقطر 2.5 سم سوداء عند النضج تشبه الزيتون. على الرغم من أن الفاكهة غير مقدرة لكنها ذات قيمة غذائية عالية ويمكن أن تؤكل من قبل الأطفال والمواشي.